# Campeonato Sul-Americano de Voleibol Feminino Sub-16 de 2013
O Campeonato Sul-Americano de Voleibol Feminino Sub-16 de 2013 foi a segunda edição do Campeonato Sul-Americano de Voleibol Feminino Sub-16, organizado pela Confederación Sudamericana de Voleibol (CSV). Sediado na cidade de Cauca, na Colômbia, a sua disputa se deu entre os dias 9 e 16 de novembro de 2013.

## Times
| Times                                                                       |
| --------------------------------------------------------------------------- |
| Argentina · Brasil · Bolívia · Chile · Colômbia · Paraguai · Peru · Uruguai |

## Resultados
- Hora local (UTC-5).

### Tabela
|  | Classificado para as semifinais |

|     |           |     | Jogos | Jogos | Jogos | Pontos | Pontos | Pontos | Sets | Sets | Sets  |
| Pos | Equipe    | Pts | T     | V     | D     | V      | P      | R      | V    | P    | R     |
| --- | --------- | --- | ----- | ----- | ----- | ------ | ------ | ------ | ---- | ---- | ----- |
| 1   | Brasil    | 14  | 7     | 7     | 0     | 373    | 240    | 1.554  | 14   | 2    | 7.000 |
| 2   | Peru      | 13  | 7     | 6     | 1     | 345    | 267    | 1.292  | 13   | 2    | 6.500 |
| 3   | Argentina | 12  | 7     | 5     | 2     | 352    | 240    | 1.467  | 11   | 4    | 2.750 |
| 4   | Chile     | 11  | 7     | 4     | 3     | 317    | 289    | 1.097  | 8    | 6    | 1.333 |
| 5   | Colômbia  | 10  | 7     | 3     | 4     | 315    | 296    | 1.064  | 6    | 8    | 0.750 |
| 6   | Uruguai   | 9   | 7     | 2     | 5     | 234    | 338    | 0.692  | 4    | 10   | 0.400 |
| 7   | Bolívia   | 8   | 7     | 1     | 6     | 218    | 351    | 0.621  | 2    | 13   | 0.154 |
| 8   | Paraguai  | 7   | 7     | 0     | 7     | 220    | 351    | 0.627  | 1    | 14   | 0.071 |

### Primeira Rodada
As partidas da primeira rodada foram divididas em duas partes.
Na primeira parte, os três primeiros mais o país sede (Colômbia, Brasil, Peru e Argentina) jogaram contra os outros quatro participantes (Chile, Paraguai, Uruguai e Bolívia), tendo sido disputada em dois dias. Na segunda parte, as seleções de cada grupo jogavam entre si, com a duração de dia e meio no total.

### Dia 1
| Data   | Hora  |           | Placar |          | Set 1 | Set 2 | Set 3 | Set 4 | Set 5 | Total |
| ------ | ----- | --------- | ------ | -------- | ----- | ----- | ----- | ----- | ----- | ----- |
| 11 Nov | 8:00  | Brasil    | 2–0    | Uruguai  | 25–8  | 25–12 |       |       |       | 50–20 |
| 11 Nov | 9:15  | Peru      | 2–0    | Paraguai | 25–17 | 25–13 |       |       |       | 50–30 |
| 11 Nov | 10:30 | Argentina | 2–0    | Chile    | 25–18 | 25–14 |       |       |       | 50–32 |
| 11 Nov | 11:45 | Colômbia  | 2–0    | Bolívia  | 25–16 | 25–16 |       |       |       | 50–32 |
| 11 Nov | 14:00 | Peru      | 2–0    | Chile    | 25–23 | 25–17 |       |       |       | 50–40 |
| 11 Nov | 15:15 | Argentina | 2–0    | Paraguai | 25–9  | 25–13 |       |       |       | 50–22 |
| 11 Nov | 16:30 | Brasil    | 2–0    | Bolívia  | 25–8  | 25–6  |       |       |       | 50–14 |
| 11 Nov | 17:45 | Colômbia  | 2–0    | Uruguai  | 25–14 | 25–17 |       |       |       | 50–31 |

### Dia 2
| Data   | Hora  |           | Placar |          | Set 1 | Set 2 | Set 3 | Set 4 | Set 5 | Total |
| ------ | ----- | --------- | ------ | -------- | ----- | ----- | ----- | ----- | ----- | ----- |
| 12 Nov | 8:00  | Brasil    | 2–0    | Chile    | 25–21 | 25–21 |       |       |       | 50–42 |
| 12 Nov | 9:15  | Peru      | 2–0    | Bolívia  | 25–10 | 25–10 |       |       |       | 50–20 |
| 12 Nov | 10:30 | Argentina | 2–0    | Uruguai  | 25–9  | 25–9  |       |       |       | 50–18 |
| 12 Nov | 11:45 | Colômbia  | 2–0    | Paraguai | 25–16 | 25–14 |       |       |       | 50–30 |
| 12 Nov | 14:00 | Peru      | 2–0    | Uruguai  | 25–16 | 25–14 |       |       |       | 50–30 |
| 12 Nov | 15:15 | Brasil    | 2–0    | Paraguai | 25–8  | 25–14 |       |       |       | 50–22 |
| 12 Nov | 16:30 | Argentina | 2–0    | Bolívia  | 25–10 | 25–9  |       |       |       | 50–19 |
| 12 Nov | 17:45 | Colômbia  | 0–2    | Chile    | 21–25 | 26–28 |       |       |       | 47–53 |

### Dia 3
| Data   | Hora  |          | Placar |           | Set 1 | Set 2 | Set 3 | Set 4 | Set 5 | Total |
| ------ | ----- | -------- | ------ | --------- | ----- | ----- | ----- | ----- | ----- | ----- |
| 13 Nov | 8:00  | Brasil   | 2–1    | Peru      | 17–25 | 25–16 | 15–4  |       |       | 57–45 |
| 13 Nov | 9:15  | Chile    | 2–0    | Bolívia   | 25–23 | 25–14 |       |       |       | 50–37 |
| 13 Nov | 10:30 | Paraguai | 0–2    | Uruguai   | 21–25 | 22–25 |       |       |       | 43–50 |
| 13 Nov | 11:45 | Colômbia | 0–2    | Argentina | 18–25 | 15–25 |       |       |       | 33–50 |
| 13 Nov | 14:00 | Chile    | 2–0    | Uruguai   | 25–17 | 25–16 |       |       |       | 50–33 |
| 13 Nov | 15:15 | Paraguai | 1–2    | Bolívia   | 16–25 | 25–11 | 10–15 |       |       | 51–51 |
| 13 Nov | 16:30 | Brasil   | 2–1    | Argentina | 25–15 | 23–25 | 18–16 |       |       | 66–56 |
| 13 Nov | 17:45 | Colômbia | 0–2    | Peru      | 21–25 | 23–25 |       |       |       | 44–50 |

### Dia 4
| Data   | Hora  |          | Placar |           | Set 1 | Set 2 | Set 3 | Set 4 | Set 5 | Total |
| ------ | ----- | -------- | ------ | --------- | ----- | ----- | ----- | ----- | ----- | ----- |
| 14 Nov | 8:00  | Peru     | 2–0    | Argentina | 25–23 | 25–23 |       |       |       | 50–46 |
| 14 Nov | 9:15  | Chile    | 2–0    | Paraguai  | 25–8  | 25–14 |       |       |       | 50–22 |
| 14 Nov | 10:30 | Bolívia  | 0–2    | Uruguai   | 20–25 | 25–27 |       |       |       | 45–52 |
| 14 Nov | 11:45 | Colômbia | 0–2    | Brasil    | 23–25 | 18–25 |       |       |       | 41–50 |

## Fase final

### 5° a 8° lugares
|     |          |     | Jogos | Jogos | Jogos | Pontos | Pontos | Pontos | Sets | Sets | Sets  |
| Pos | Equipe   | Pts | T     | V     | D     | V      | P      | R      | V    | P    | R     |
| --- | -------- | --- | ----- | ----- | ----- | ------ | ------ | ------ | ---- | ---- | ----- |
| 5   | Colômbia | 6   | 3     | 3     | 0     | 150    | 102    | 1.471  | 6    | 0    | MAX   |
| 6   | Bolívia  | 5   | 3     | 2     | 1     | 142    | 129    | 1.101  | 4    | 2    | 2.000 |
| 7   | Paraguai | 4   | 3     | 1     | 2     | 111    | 133    | 0.835  | 2    | 4    | 0.500 |
| 8   | Uruguai  | 3   | 3     | 0     | 3     | 111    | 150    | 0.740  | 0    | 6    | 0.000 |

| Data   | Hora  |          | Placar |          | Set 1 | Set 2 | Set 3 | Set 4 | Set 5 | Total |
| ------ | ----- | -------- | ------ | -------- | ----- | ----- | ----- | ----- | ----- | ----- |
| 14 Nov | 16:30 | Uruguai  | 0–2    | Bolívia  | 23–25 | 21–25 |       |       |       | 44–50 |
| 14 Nov | 17:45 | Colômbia | 2–0    | Paraguai | 25–19 | 25–7  |       |       |       | 50–26 |
| 15 Nov | 8:30  | Paraguai | 2–0    | Uruguai  | 25–20 | 25–13 |       |       |       | 50–33 |
| 15 Nov | 9:45  | Colômbia | 2–0    | Bolívia  | 25–22 | 25–20 |       |       |       | 50–42 |
| 15 Nov | 15:00 | Bolívia  | 2–0    | Paraguai | 25–15 | 25–20 |       |       |       | 50–35 |
| 15 Nov | 16:15 | Colômbia | 2–0    | Uruguai  | 25–13 | 25–21 |       |       |       | 50–34 |

### Chave
|  | Semifinais       | Semifinais       |   |                  | Final            | Final |  |
|  |                  |                  |   |                  |                  |       |  |
|  | 15 Nov - Popayán |                  |   |                  |                  |       |  |
|  | Brasil           | 2                |   |                  |                  |       |  |
|  | Chile            | 0                |   |                  |                  |       |  |
|  |                  |                  |   |                  |                  |       |  |
|  |                  |                  |   |                  | 15 Nov - Popayán |       |  |
|  |                  |                  |   |                  | Brasil           | 3     |  |
|  |                  | Argentina        | 2 |                  |                  |       |  |
|  |                  |                  |   |                  |                  |       |  |
|  |                  |                  |   |                  |                  |       |  |
|  |                  |                  |   |                  | 3° lugar         |       |  |
|  | 15 Nov - Popayán | 15 Nov - Popayán |   | 15 Nov - Popayán | 15 Nov - Popayán |       |  |
|  | Peru             | 1                |   | Chile            | 0                |       |  |
|  | Argentina        | 2                |   |                  | Peru             | 3     |  |

### Semifinais
| Data   | Hora  |        | Placar |           | Set 1 | Set 2 | Set 3 | Set 4 | Set 5 | Total |
| ------ | ----- | ------ | ------ | --------- | ----- | ----- | ----- | ----- | ----- | ----- |
| 15 Nov | 10:30 | Brasil | 2–0    | Chile     | 25–10 | 25–13 |       | 50–23 |       |       |
| 15 Nov | 11:45 | Peru   | 1–2    | Argentina | 25–15 | 19–25 | 6–15  | 50–60 |       |       |

### 3° lugar
| Data   | Hora  |       | Placar |      | Set 1 | Set 2 | Set 3 | Set 4 | Set 5 | Total |
| ------ | ----- | ----- | ------ | ---- | ----- | ----- | ----- | ----- | ----- | ----- |
| 15 Nov | 17:30 | Chile | 0–3    | Peru | 17–25 | 21–25 | 21–25 |       |       | 59–75 |

### Final
| Data   | Hora  |        | Placar |           | Set 1 | Set 2 | Set 3 | Set 4 | Set 5 | Total |
| ------ | ----- | ------ | ------ | --------- | ----- | ----- | ----- | ----- | ----- | ----- |
| 15 Nov | 19:00 | Brasil | 3–2    | Argentina | 16–25 | 25–18 | 25–22 | 21–25 | 25–9  | 50–60 |

## Premiação
| \| Pos. \| Equipe \| \| ---- \| ------------------ \| \| 1 \| Brasil (2º título) \| \| 2 \| Argentina \| \| 3 \| Peru \| \| 4 \| Chile \| \| 5 \| Colômbia \| \| 6 \| Bolívia \| \| 7 \| Paraguai \| \| 8 \| Uruguai \| - Most Valuable Player - Ana Beatriz Franklin (BRA) - Melhor Meio-de-rede 1 - Mariane Casas (BRA) - Melhor Meio-de-rede 2 - Agustina Beltramino (ARG) - Melhor Oposta - Ana Beatriz Franklin (BRA) - Melhor Levantadora - Azul Benitez (ARG) - Melhor Ponta 1 - Cassia Rauber (BRA) - Melhor Ponta 2 - Fiamma Biain (ARG) - Melhor Líbero - Valentina Carrasco (PER) 1. |                    |
| Pos. | Equipe             |
| 1 | Brasil (2º título) |
| 2 | Argentina          |
| 3 | Peru               |
| 4 | Chile              |
| 5 | Colômbia           |
| 6 | Bolívia            |
| 7 | Paraguai           |
| 8 | Uruguai            |